# Ewald von Klopmann
Ewald von Klopmann (21 février 1734 - 21 janvier 1804) est un homme d'État, un diplomate et avocat de Courlande. 

## Biographie
Membre de la famille von Klopmann, il est le fils de Friedrich Wilhelm von Klopmann et Maria Juliana von Meerbach. Il étudie dans les universités d'Iéna et de Strasbourg (1752-1753), voyage à Paris et en Suisse avant de travailler au sein de cabinets ministériels à Berlin et à Londres (1758-1760). De retour en Courlande en 1760, il y occupe le poste de chambellan et de compagnon de l'héritier au trône de Courlande, Pierre von Biron. Ce dernier devenu duc de Courlande (1769), il fait de Klopmann son chambellan, son maréchal de la cour (1772, 1783-1784) puis son maréchal de la cour en chef (oberhofmarschall) (1785-1795). Ambassadeur ducal, il visite plusieurs cours allemandes (1772-1774), essayant sans succès de trouver une seconde épouse au veuf Pierre. Il se rend plusieurs fois à Saint-Pétersbourg. Toujours comme ambassadeur, il travaille avec les Russes au sein d'une commission spéciale à la détermination de la frontière Courlando-Russe (1783). Seigneur du domaine Malmuishe, dans le kreis de Dobele (Dobeles apriņķis), depuis 1784, il vit, après l'annexion russe de la Courlande en 1795, à Mitava. 
Il était par ailleurs engagé dans la numismatique et collectionnait des antiquités. On lui doit également des ouvrages sur l'histoire du duché de Courlande.

## Ouvrages
- Klopmanno, Ewaldus ab. Oratio de usu latinae linguae in comitiis imperii romani et germanici. Jena, 1753[1].
- Klopmanno, Ewaldus ab. Imperanti nullum esse jus in populum, apud quem est de summa imperii potestate, electionis lege, disponendi, quam quod per leges fundamentales, pactaque cum populo ipsius imperii inita, ei concessum, ex principiis juris naturae ac gentium demonstratur. [Regiomontani], 1760.
- Klopmanno, Ewaldus ab. Ius ducem eligendi ... statibus Curlandiae et Semgalliae competens. Londres, 1758.
- Histoire Générale des Duchés de Courlande et de Semigale

## Sources
- Klopmann, Ewald v. Deutschbaltisches biographisches Lexikon 1710–1960. Cologne-Vienne, 1970, S. 387.
- Diederichs, Aufzeichnungen über sein Leben de H. Ewald von Klopmann // Baltische Monatsschrift. 1893, n° 40, articles 108-131.